# Cerdaia
Cerdaia é um gênero de cerambicídeo da tribo Achrysonini; compreende duas espécies, com distribuição restrita ao Chile.

## Espécies
- Cerdaia lunata (Germain, 1898)
- Cerdaia testacea (Cerda, 1980)